# NGC 6000
NGC 6000 este o hi (21cm) source⁠(d) situată în constelația Scorpionul. A fost descoperită în 1834 de către John Herschel.